# Remoulade
Remoulade eller remulade er en kold dressing, en kondiment (smagstilsætning, krydderi a la ketchup, sennep, sojasovs, chilisovs som evt. påføres maden, efter den er serveret), bestående af mayonnaise tilsat fx. gulerødder, kapers og små stykker syltet agurk.
Det hævdes undertiden, at remoulade er en dansk opfindelse, men den er en dansk variation over en sauce der findes i forskellige udgaver verden over, f.eks. en fransk, der oftest indeholder selleri.
Ordet optræder første gang på skrift i Danmark i 1853. Der er flere teorier om ordet remoulades oprindelse; men ordet stammer sandsynligvis fra fransk "rémola", en slags radise. På fransk optræder formen "remolade" første gang skriftligt i 1740, og som "remoulade" i 1746, mens en tidligere form "ramonache" går helt tilbage til 1500-tallet.
Skønt remoulade ikke har dansk oprindelse, anses det af mange for at være en del af dansk madkultur, særligt i forbindelse med de danske pølsevogne samt som dyppelse til pommes frites. Den bruges også på panerede fisk, fx rødspætte, forårsruller, torskerogn, fiskefrikadelle, tynde skiver af salami eller roastbeef. Men rent faktisk er remoulade en relativt ny ting i Danmark, og så sent som i 1964 blev der givet afslag fra myndighederne til salg af remoulade (og agurkesalat) i danske pølsevogne, da man ikke anså det som tilbehør til pølser.